# San Zeno (Verona)
Il quartiere San Zeno di Verona, nella I circoscrizione del comune, è abitato da 4 633 persone.
Il nome deriva dall'ottavo vescovo di Verona, che qui venne sepolto, nell'antica necropoli romana, probabilmente nel 380. Sul luogo sorsero vari edifici religiosi (fino ad arrivare, all'inizio del IX secolo, alla costruzione dell'attuale Basilica di San Zeno), e si sviluppò un piccolo borgo. Alcuni documenti d'archivio risalenti all'813 attestano infatti l'esistenza di una villa sancti Zenonis menzionando i suoi abitanti e la decima a cui erano sottoposti.
Il borgo era dotato di una propria cinta muraria, costruita nel X o forse già nell'VIII secolo. Oggi di queste mura rimangono la porta Fura, il cui nome potrebbe derivare dal tedesco führen (condurre), che permetteva l'uscita verso nord lungo il fiume Adige, e una vicina torre del XIII secolo, situata all'incrocio tra via Torretta e via Da Vico. Solo nel XIV secolo il borgo di San Zeno venne incluso nella città fortificata di Verona, con la costruzione delle mura scaligere.
Il quartiere era considerato tradizionalmente come una borgata popolare e i suoi abitanti, ai quali usualmente si riconosce la prerogativa di conservare il vero spirito della città di Verona, vivevano attorno all'elemosina e alle attività dell'omonima basilica.